# Función de exceso medio
La función de exceso medio o vida residual media (en inglés Mean Excess Function o Mean Residual Life) es una medida del "grosor" de las colas de una distribución de probabilidad que asume sólo valores positivos. Si esta función está acotada para valores positivos, entonces se dice que la distribución de probabilidad tiene colas ligeras, mientras que si no está acotada tiene colas pesadas (es decir, la función de distribución de probabilidad no converge rápidamente a 1 para valores grandes de la variable aleatoria).

## Definición
Dada una variable aleatoria X no-negativa, con media finita y con función de distribución dada por {\displaystyle F_{X}}, entonces la función de exceso medio {\displaystyle e_{F}(u)} viene dada por el siguiente valor esperado condicionado:

{\displaystyle e_{F}(u)=\mathbb {E} (X-u|X>u),\qquad u\in (u_{m},u_{M})}

donde {\displaystyle \mathbb {E} (\cdot )} denota un valor esperado, {\displaystyle u_{m}=\inf\{u|F(u)>0\}} y {\displaystyle u_{M}=\sup\{u|F(u)<1\}}. Puede demostrarse que la función de exceso esperado puede escribirse en la forma:

{\displaystyle e_{F}(u)={\frac {1}{1-F(u)}}\int _{u}^{\infty }(1-F(y))\ {\text{d}}y,\qquad u\in [0,u_{M})}

Otra relación interesante entre la función de exceso medio y la distribución de probabilidad es la relación:

{\displaystyle F(x)=1-{\frac {e_{F}(0)}{e_{F}(x)}}\exp \left\{-\int _{0}^{x}{\frac {{\text{d}}y}{e_{F}(y)}}\right\},\qquad x>0}

## Ejemplo
Si se considera una variable X distribuida según una distribución exponencial {\displaystyle X\sim {\text{Exp}}(\lambda )} puede calcularse fácilmente que {\displaystyle e_{X}(u)=1/\lambda }. Esta propiedad hace de la distribución exponencial un caso especial, ya que es la única distribución que tiene una función de exceso medio constante. Y permite hacer una clasificación binaria de las distribuciones de probabilidad asociadas a variables positivas:
- Una distribución se dice de cola [derecha] ligera, si para {\displaystyle u\to \infty } la función {\displaystyle e_{F}(u)\to C<\infty } converge.
- Una distribución se dice de cola [derecha] pesada, si para {\displaystyle u\to \infty } se tiene que {\displaystyle e_{F}(u)\to \infty }.

## Aplicaciones
En el contexto del sector seguros y actuaría, {\displaystyle e_{F}(u)} se interpreta como el valor esperado de una reclamación, siempre que el valor de los daños esté por encima del valor u. En fiabilidad de sistemas y en medicina {\displaystyle e_{F}(u)} se denomina también vida resiudal media. En el contexto de gestión del riesgo financiero, {\displaystyle e_{F}(u)} representa el "descubierto esperado" (expected shortfall).